# راکسبری (مین)
راکسبری، مین (به انگلیسی: Roxbury, Maine) یک شهرک در ایالات متحده آمریکا است که در شهرستان آکسفورد، مین واقع شده‌است.

## خصوصیات
راکسبری ۱۱۴٫۳۰ کیلومترمربع مساحت و ۳۶۹ نفر جمعیت دارد و ۲۲۱ متر بالاتر از سطح دریا واقع شده‌است.